# ديفيد إي. ميلر
ديفيد إي. ميلر (بالإنجليزية: David E. Miller)‏ هو سياسي أمريكي، ولد في 23 سبتمبر 1962 في كليفلاند في الولايات المتحدة. حزبياً، نشط في الحزب الديمقراطي. وقد انتخب عضو مجلس نواب إلينوي.